# Países Bajos en los Juegos Olímpicos de Los Ángeles 1932
Los Países Bajos estuvieron representados en los Juegos Olímpicos de Los Ángeles 1932 por un total de 45 deportistas que compitieron en 9 deportes.  
El portador de la bandera en la ceremonia de apertura fue el jinete Charles Pahud de Mortanges.

## Medallistas
El equipo olímpico neerlandés obtuvo las siguientes medallas:
| Nombre                                                                                           | Deporte           | Competición                |
| ------------------------------------------------------------------------------------------------ | ----------------- | -------------------------- |
| Oro                                                                                              |                   |                            |
| Jacobus van Egmond                                                                               | Ciclismo en pista | Scratch M                  |
| Charles Pahud de Mortanges (Ferdinand)                                                           | Hípica            | Concurso completo ind.     |
| Plata                                                                                            |                   |                            |
| Jacobus van Egmond                                                                               | Ciclismo en pista | 1000 m contrarreloj M      |
| Willy den Ouden                                                                                  | Natación          | 100 m libre F              |
| Cornelia Laddé Willy den Ouden Puck Oversloot Marie Vierdag                                      | Natación          | 4 × 100 m libre F          |
| Charles Pahud de Mortanges (Ferdinand) Karel Schummelketel (Duiveltje) Aernout van Lennep (Henk) | Hípica            | Concurso completo por eqs. |
| Adriaan Maas                                                                                     | Vela              | Snowbird M                 |
| Bronce                                                                                           |                   |                            |
| —                                                                                                |                   |                            |